# Гвоздь Сергій Миколайович
Сергі́й Микола́йович Гво́здь — головний сержант Збройних сил України, учасник російсько-української війни, що відзначився в ході російського вторгнення в Україну. Герой України (2024).

## Життєпис
У 2016 приєднався до Українського добровольчого корпусу «Правий сектор», потім підписав контракт із Збройними силами України. Служив на посадах заступника командира бойової машини, командира бойової машини, головного сержанта взводу; нині — головний сержант роти лінійного механізованого батальйону К2 54-ї окремої механізованої бригади імені І. Мазепи. Брав участь в антитерористичній операції та операції Об’єднаних сил на Сході України. Виконував бойові завдання під час оборони Світлодарської дуги (на межі Донецької та Луганської обл.), с. Троїцьке, міст Попасна (обидва — Сіверськодонецького р-ну Луганської обл.), Авдіївка, Мар’їнка (обидва — Покровського р-ну Донецької обл.) 
У перший день (24 лютого 2022) повномасштабного вторгнення військ РФ в Україну був в окопах у м. Красногорівка Покровського району .
Під час російського вторгнення в Україну служить у складі 41-ї окремої механізованої бригади. Під його командуванням зведені групи неодноразово відбивали ворожі штурми на Донеччині. Завдяки його влучним пострілам та ефективному керуванню дронами окупанти зазнали значних втрат у техніці та в живій силі. Неодноразово був поранений.

## Нагороди
- Звання Герой України з врученням ордена «Золота Зірка» (18 квітня 2024) — за особисту мужність і героїзм, виявлені у захисті державного суверенітету та територіальної цілісності України, самовіддане служіння Українському народові[3]. Нагородження відбулось 20 квітня 2024 року під час перебування Президента України Володимира Зеленського на командному пункті бригади в Донецькій області[2].
- Орден «За мужність» III ст. (28 грудня 2022) — за особисту мужність і самовідданість, виявлені у захисті державного суверенітету та територіальної цілісності України, вірність військовій присязі[4].
- Медаль «За військову службу Україні» (10 жовтня 2019) — за особисту мужність і самовідданість, виявлені під час бойових дій, високий професіоналізм та зразкове виконання службових обов'язків[5].